# Реньєблас
Реньєблас (ісп. Renieblas) — муніципалітет в Іспанії, у складі автономної спільноти Кастилія-і-Леон, у провінції Сорія. Населення — 114 осіб (2010).
Муніципалітет розташований на відстані близько 190 км на північний схід від Мадрида, 10 км на північний схід від Сорії.
На території муніципалітету розташовані такі населені пункти: (дані про населення за 2010 рік)
- Фуенсауко: 20 осіб
- Реньєблас: 72 особи
- Вентосілья-де-Сан-Хуан: 22 особи

## Демографія
Динаміка населення (INE ):

## Галерея зображень

Розташування муніципалітету Реньєблас